# 와이어가드
와이어가드(WireGuard)는 암호화된 가상사설망(VPN)을 구현하는 통신 프로토콜이자 자유-오픈 소스 소프트웨어로, 사용 편의성, 고속 성능 및 낮은 공격 표면을 목표로 설계되었다. 두 가지 일반적인 터널링 프로토콜인 IPsec 및 OpenVPN보다 더 작고 더 나은 성능을 목표로 한다. 와이어가드 프로토콜은 UDP를 통해 트래픽을 전달한다.
2020년 3월, 소프트웨어의 리눅스 버전은 안정적인 프로덕션 릴리스에 도달하여 리눅스 5.6 커널에 통합되었으며 일부 리눅스 배포판에서는 이전 리눅스 커널로 백포트되었다. 리눅스 커널 구성 요소는 GNU GPL 버전 2에 따라 라이선스가 부여된다. 다른 구현은 GPLv2 또는 기타 자유-오픈 소스 라이센스에 따른다.
와이어가드라는 이름은 제이슨 A. 돈필드(Jason A. Donenfeld)의 등록 상표이다.

## 같이 보기
- 시큐어 셸